# Руді Путра

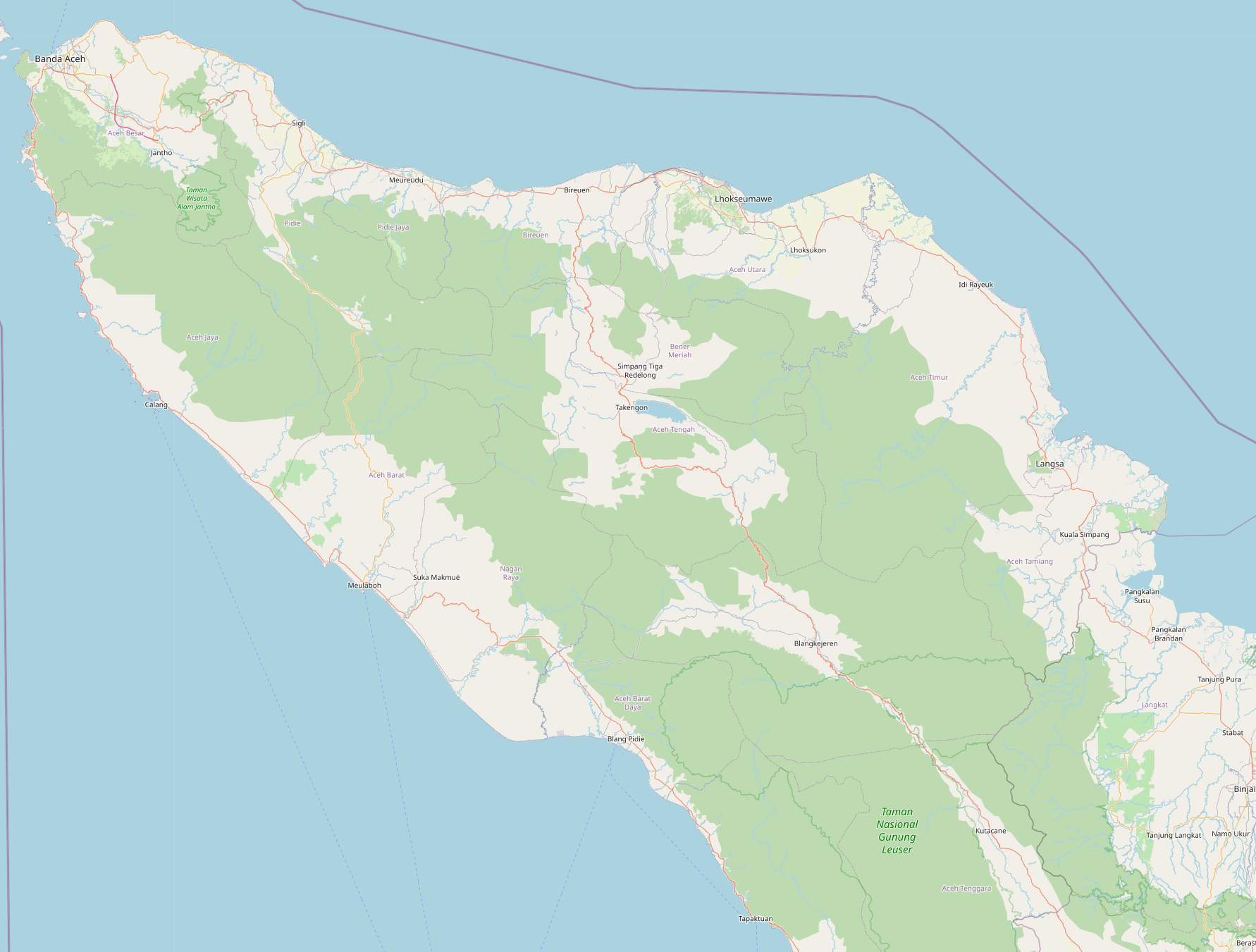
Карта розташування Ачеху в Індонезії

Руді Путра – індонезійський біолог, який за свої зусилля по боротьбі з незаконними рубками, посяганням на ліси для виробництва пальмової олії та політику, яка відкриває екосистеми, що перебувають під загрозою зникнення, для гірничодобувної та плантаційної промисловості в 2014 році отримав екологічну премію Goldman.

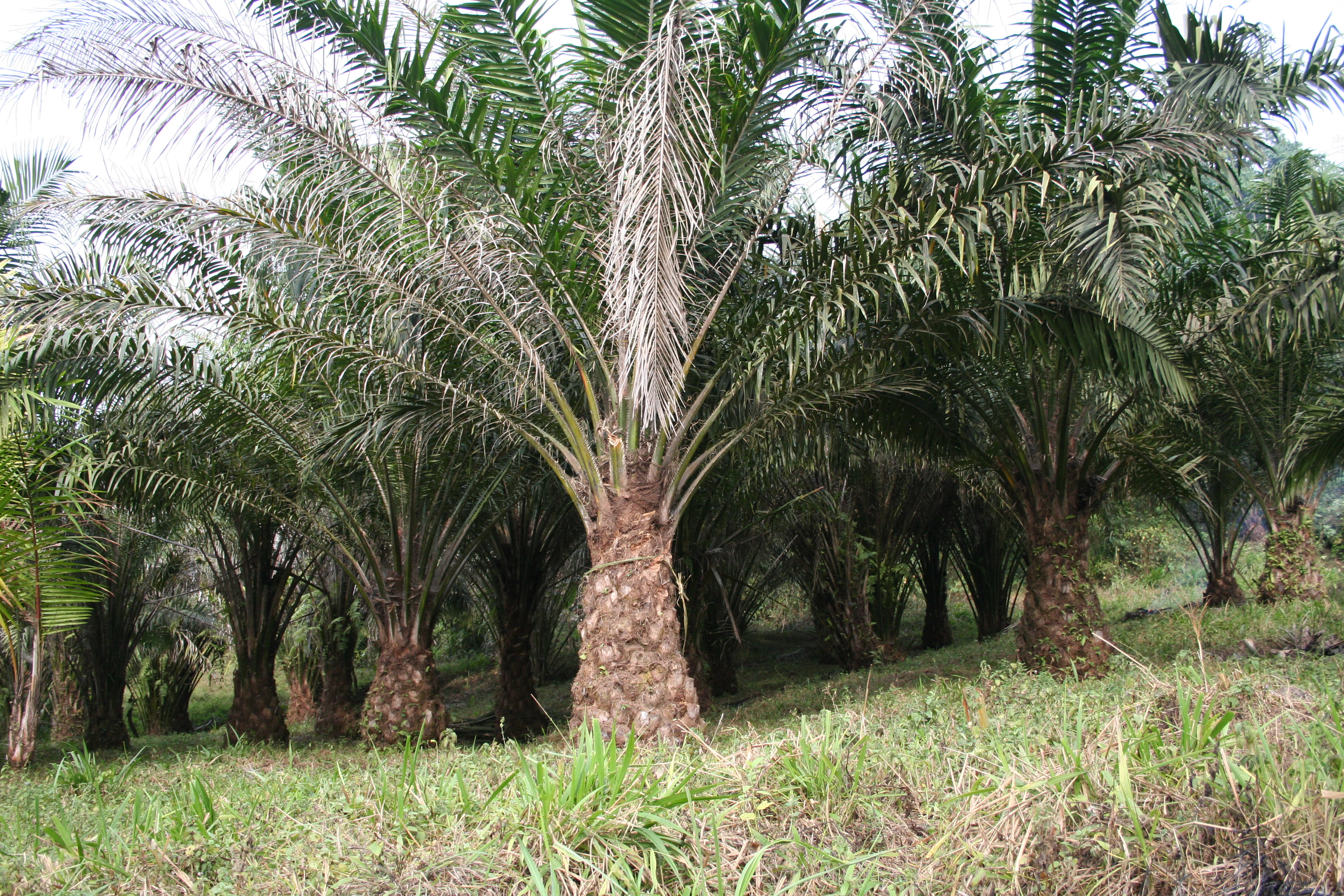
Олійна пальма

Путра — біолог, який працював у провінції Ачех і отримав приз у розмірі 175 000 доларів за перемогу в екологічній премії Goldman в 2014 році. Путра був обраний переможцем у категорії «Острови та острівні нації». Його відзначили за свою кампанію з повернення землі під незаконні плантації пальмової олії в екосистемі Лейзера, Суматри, і за очищення їх, щоб відновити середовище проживання орангутанів, тигрів, носорогів і слонів, що знаходяться під загрозою зникнення, а також зпроти політичних сил, що планують скасувати охоронний статус первинних лісів Ачеха. У 2013 році ці дії завершилися створенням петиції, в якій індонезійський уряд просив забезпечити виконання закону про збереження природи та відхилити пропозиції в Ачесі. Петиція зібрала понад 1,4 мільйона підписів, що підвищило обізнаність про екологічні проблеми в Індонезії та викликала широке міжнародне засудження.

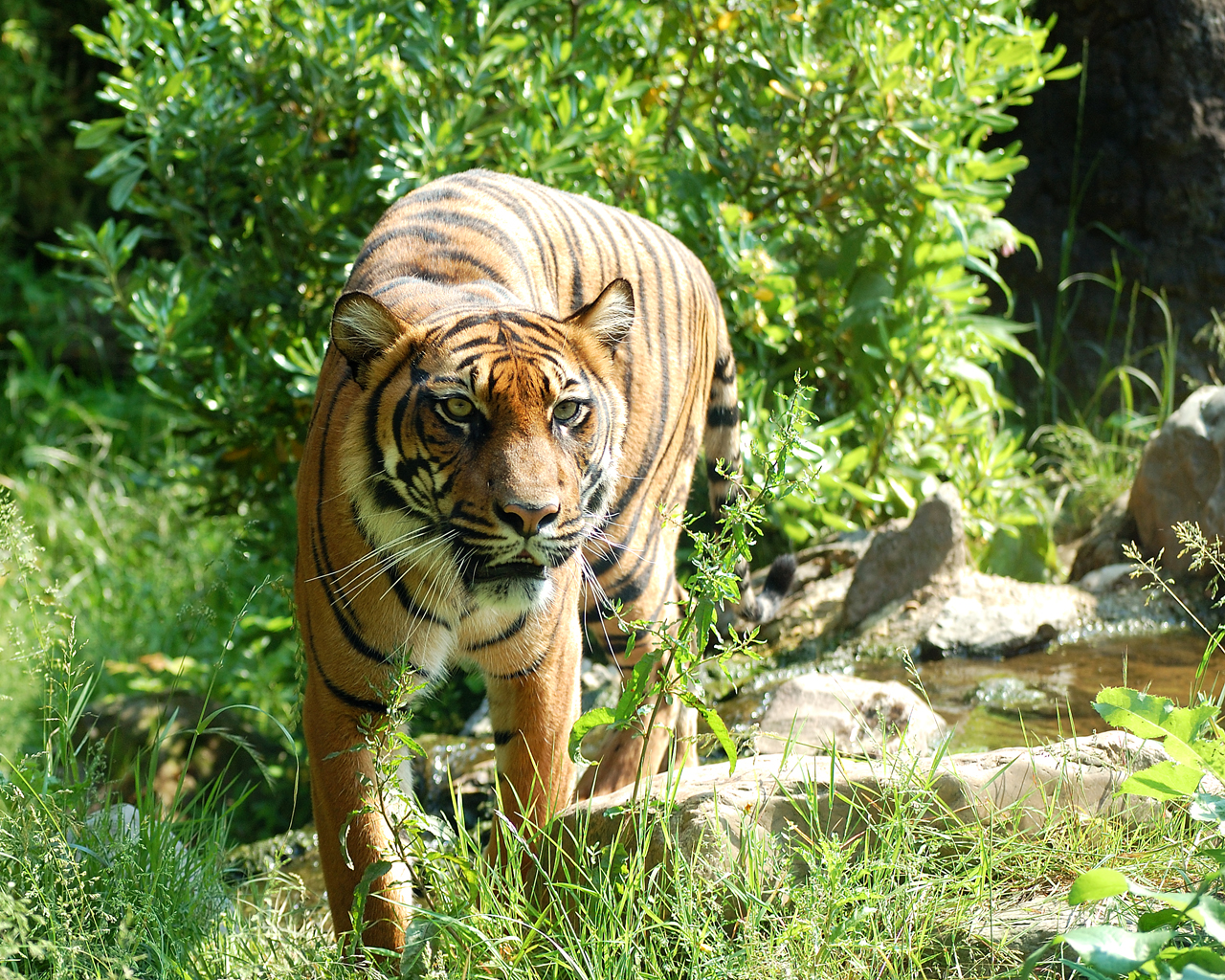
Суматранський тигр

## Мотивація
Будучи старшокласником, який виріс в регіоні Ачех, Путра виявляв живий інтерес до світу природи. Він вивчав біологію та збереження суматранського носорога: найменшого представника з найбільш зникаючих носорогів у родині.
Путра стає експертом-дослідником, а також слідчим, який очолив експедицію, яка має на меті захистити носорогів у польових умовах, переслідуючи та ловлячи браконьєрів в екосистемі Лейзера. Територія, яка займає площу 6,4 мільйона гектарів лісу, що простягається від Ачеха до Північної Суматри, знаходиться під охороною на федеральному рівні і є одним із найбільших місць проживання суматранського носорога, що залишилися.
Путра зрозумів, що окрім спроб зупинити незаконне полювання, його зусилля не будуть повними без обговорення та протидії загрозі, яку представляє знищення середовища проживання через незаконні вирубки та плантації пальмової олії. Подальші дослідження показують важливість лісів для 4 мільйонів людей, які живуть поблизу екосистеми Лейзер. Ліси також забезпечують захист від повеней, оскільки в екосистемі Лейзерїх  частота та серйозність зростають. Путра вважає своєю роботою не тільки захист носорогів і їх середовище проживання, а й людей цього регіону.

## Незаконні плантації пальмової олії

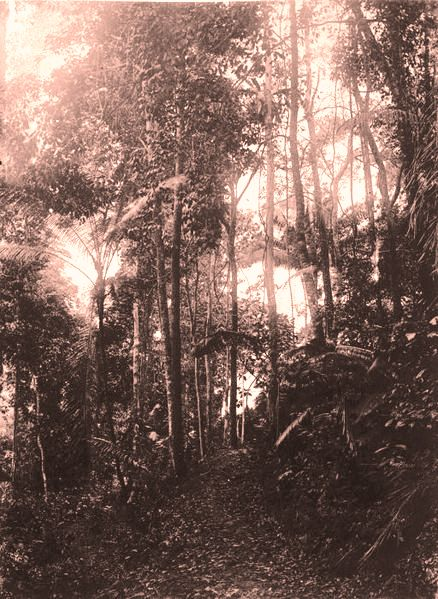
Боспад те Атьє

У ході порятунку землі від «нафтовиків» та надання можливості природним екосистемам відновити свою позицію, підхід Путри ґрунтувався на інноваціях низового населення, а не на прямому лобіюванні місцевої влади. Цей підхід передбачав підтримку програми освіти місцевої громади щодо проблеми та того, як масштаби незаконної вирубки загрожують життю не лише тварин, а й жителів Ачеха. Путра створив ланцюг підтримки з боку членів громади, який почався і поступово розширювався, включаючи членів уряду та поліції. Зараз Путра контролює групу відновлення, яка вирубувала пальмові дерева в екосистемі Лейзера. До сьогодні Путрі вдалося скоротити 26 нелегальних плантацій олійної пальми. Двадцять чотири з них були закриті власниками добровільно, тоді як інші дві були закриті після операції поліції на основі судового позову примусово.

## Нагороди
Екологічні активісти з шести регіонів світу 28 квітня 2014 року отримали нагороду в рамках екологічної премії Goldman в Сан-Франциско. Щорічна нагорода коштує 175 000 доларів США для людей, які виявили величезну мужність та ініціативу, незважаючи на всі шанси, щоб вжити заходів для захисту свого навколишнього середовища.
Шістьма переможцями в 2014 році були Десмонд Д'са з Південної Африки, Сурен Газарян з Росії, Рамеш Агравал з Індії, Рут Буендіа з Перу, Гелен Слоттьє з Америки та Путра Сон з Індонезії.
У 2013 році Руді виграв премію Future For Nature Award вартістю 50 000 євро для людей, які захоплюються охороною природи.